# Budynek oddziału NBP w Bydgoszczy
Budynek Oddziału NBP w Bydgoszczy – zabytkowy budynek bankowy, położony przy ul. Jagiellońskiej 8 w Bydgoszczy.

## Położenie
Oddział NBP w Bydgoszczy zajmuje kwartał ograniczony od północy ul. Jagiellońską, a od zachodu ul. Franciszka Druckiego-Lubeckiego.

## Historia

### Okres pruski
Budynek został wzniesiony w latach 1863–1864 dla bydgoskiej filii Banku Królewskiego w Berlinie. Był to pierwszy bank publiczny w Królestwie Prus, założony 17 czerwca 1765 roku przez Fryderyka Wielkiego. Około połowy XIX wieku zakładano w miastach Prus banki komandytowe, dla których wznoszono oddzielne gmachy, opracowywane na podstawie wzorcowego projektu. W Bydgoszczy początkowo placówka Banku Królewskiego mieściła się w kamienicy przy ul. Długiej 52.
W sierpniu 1863 r. rozpoczęto wznoszenie nowego budynku bankowego przy ul. Jagiellońskiej 8, naprzeciw budynku regencji. Plany obiektu wykonał na podstawie wzorcowego projektu mistrz budowlany Hermann Cuno. Wzniesiono trzykondygnacyjny budynek, z wysoką sutereną, o wymiarach 20 × 12 m. Ogólny koszt budowy, zakończonej we wrześniu 1864 r. wyniósł około 20 tys. talarów.
Obok pomieszczeń bankowych gmach mieścił mieszkania da urzędników. Na parterze znajdowała się sala operacyjna, skarbiec i przedskarbiec, skomunikowany z salą. Przedskarbiec służył jako pomieszczenie do pakowania pieniędzy i zbierana kasy dziennej skarbnika. W części zachodniej umieszczono salę konferencyjną, a od południa klatkę schodową. Na pierwszym piętrze znajdowało się mieszkanie dla kierownika filii składające się z 6 pokoi, kuchni oraz izby dla służącej i spiżarni. Drugie piętro mieściło mieszkania drugiego i trzeciego urzędnika, zaś suterena – kolejne mieszkanie i piwnicę.
Szczególny nacisk położono na wykonanie skarbca z wszelkimi dostępnymi wówczas środkami bezpieczeństwa, tj. ze wzmocnionymi ścianami, stropem, oknem i drzwiami. Obok usytuowano mieszkanie urzędnika odpowiedzialnego za skarbiec, wyposażone w trąbkę słuchową do rejestrowania szmerów.
Od 1875 r. w budynku mieścił się oddział Reichsbanku, gdyż na mocy ustawy bankowej, dotychczasowy Bank Królewski został przekształcony w Bank Rzeszy – centralny niemiecki bank emisyjny. W latach 1911–1912 realizując projekt Otto Mullera budynek powiększono o skrzydło wschodnie. Nowa część miała dwa piętra i pełniła funkcje mieszkalne.

### Okres międzywojenny
Pod koniec 1916 roku została utworzona przez Niemców w Warszawie Polska Krajowa Kasa Pożyczkowa w celu odciążenia Banku Rzeszy drogą emisji marek polskich i zmniejszenia obiegu marek niemieckich na terenie gubernatorstwa warszawskiego. 11 listopada 1918 r. przeszła ona w ręce władz polskich, a 7 grudnia, Polska Krajowa Kasa Pożyczkowa została ustawowo ogłoszona jedyną emisyjną instytucją bankową państwa polskiego. 26 stycznia 1920 r. w budynku dawnego Reichsbanku w Bydgoszczy umieszczono filię tej jednostki z Tadeuszem Piłatowskim, jako pierwszym dyrektorem. W 1924 r. w miejsce Polskiej Krajowej Kasy Pożyczkowej utworzono Bank Polski S.A.
13 sierpnia 1923 r. przystąpiono do rozbudowy budynku bankowego według projektu prof. Zdzisława Mączeńskiego z Warszawy. Do bocznego skrzydła, wzniesionego w latach 1911–1912 dobudowano w połowie jego długości piętrową halę bankową usytuowaną równolegle do ul. Jagiellońskiej.
Hala mieściła dużą salę operacyjną, przedskarbiec, skarbiec, gabinet dyrektora, archiwum, trzy mieszkania służbowe oraz dwa pokoje gościnne. Halę skomunikowano ze starym budynkiem frontowym za pomocą nowo wybudowanego korytarza ciągnącego się równoległe do ul. Druckiego-Lubeckiego. Prace ukończono 15 grudnia 1924 r. Dobudowany fragment noszący cechy architektury neopalladiańskiej został dobrze dopasowany do pierwotnego budynku, stanowiąc przykład udanego zespolenia zastanej architektury z nowym projektem.
W latach II Rzeczypospolitej bydgoski oddział Banku Polskiego należał do ważnych placówek w kraju, a jego ranga sprawiła, że Bydgoszcz stała się jednym z ważniejszych ośrodków polskiego ruchu na rzecz rozwijania bankowości.

### Okres okupacji niemieckiej
Z chwilą wybuchu II wojny światowej działalność Banku Polskiego została przerwana. Początkowo ewakuowano go wraz z zapasem złota do Paryża, a następnie do Londynu, gdzie pozostał do końca wojny. W Bydgoszczy w budynku zajmowanym dotychczas przez Bank Polski mieścił się oddział Reichsbanku, który z kolei w styczniu 1945 r. ewakuowano do Niemiec.

### Okres powojenny
Po zakończeniu II wojny światowej Bank Polski postawiono w stan likwidacji, a w jego miejsce 15 stycznia 1945 r. powołano Narodowy Bank Polski, którego bydgoski oddział znalazł miejsce w budynku przy ul. Jagiellońskiej 8. W 1950 r. w wyniku reorganizacji powstał drugi oddział NBP w Bydgoszczy, a w 1951 r. trzeci (w 1954 r. umieszczony w kamienicy Jagiellońska 4). W latach 1964–1967 dokonano modernizacji głównego gmachu NBP przy ul. Jagiellońskiej. Przebudowie uległy pomieszczenia użytkowane przez pracowników na cele biurowe.
Po reformie bankowości przeprowadzonej w 1969 r. I oddziałowi NBP w Bydgoszczy przypadła rola kontroli i finansowania (w skali krajowej) drobnego handlu, przemysłu, gospodarki komunalnej i mieszkaniowej. Z kolei po kolejnej reformie bankowej przeprowadzonej w 1989 r. NBP pozostał w roli banku centralnego, podczas gdy otwarto rynek dla banków komercyjnych.
Po reformie administracyjnej z 1999 r. w budynku mieści się Oddział Okręgowy NBP dla województwa kujawsko-pomorskiego. W latach 1997–1999 i 2001–2003 dokonano kompleksowego remontu zarówno wnętrz, jak i elewacji. Odtworzono przy tym detale architektoniczne, wzorowane na elementach oryginalnych sprzed 1920 r.

## Architektura
W zespole budynków Oddziału NBP w Bydgoszczy wyróżnia się najstarszy, neorenesansowy gmach ustawiony frontem do ul. Jagiellońskiej. Posiada on boniowanie na parterze. Główny portal ujęto pilastrami, zaś cały gmach zwieńczony jest szerokim pasem fryzów i gzymsów o motywach klasycyzujących i renesansowych. Wnętrze ozdobione jest freskami. Styl budynku nawiązuje do form architektury pałacowej włoskiego renesansu.